# Impromptus op. 90
I quattro Impromptus op. 90 sono una serie di composizioni per pianoforte di Franz Schubert scritti fra l'estate e l'autunno del 1827.

## Storia
Subito prima della stesura degli Improvvisi il musicista scrisse, in un solo giorno, il 26 aprile, un Allegretto in Do minore dedicato all'amico fraterno Ferdinand Walcher in partenza da Vienna. Subito dopo si accinse alla scrittura degli Impromptus. I primi due dell'op. 90 furono pubblicati nel 1827 dall'editore Tobias Haslinger che aveva l'intenzione di pubblicare gli ultimi due l'anno seguente, ma la stampa dovette aspettare per ben trent'anni prima di vedere la luce. Il titolo probabilmente non fu scelto dall'autore che si preoccupava soltanto di realizzare delle composizioni con un nuovo stile; fu l'editore stesso, seguendo una corrente sviluppatasi in quegli anni, a intitolarli Impromptus, per dar loro maggiore commerciabilità.
L'ideatore del genere Improvviso per pianoforte fu il boemo Jan Václav Voříšek che nel 1822 scrisse alcuni brani denominati Impromptus, dal carattere salottiero. Schubert conobbe Voříšek quando questi si trasferì a Vienna e molto probabilmente ascoltando le sue composizioni trasse ispirazione per scrivere i suoi nuovi pezzi.

## Struttura e analisi
L'opera 90 è composta da quattro improvvisi:
- N. 1 Allegro molto moderato (Do minore)
- N. 2 Allegro (Mi bemolle maggiore)
- N. 3 Andante mosso (Sol bemolle maggiore)
- N. 4 Allegretto (La bemolle maggiore)

Tutti gli Impromptus presentano, oltre al chiaro riferimento all'improvvisazione, anche ampi sviluppi e una complessa trama armonica che mostra per intero il genio di Schubert.
Il primo Impromptu comincia con l'esposizione del tema principale senza accompagnamento, con soltanto la mano destra; il motivo viene poi ripreso e successivamente sviluppato allargandosi a una frase melodica di ispirazione liederistica, con accenti intimi e armonie di grande delicatezza. Il tema centrale non è altro che lo stesso tema in tonalità maggiore con andamento di marcia; il brano si fa più concitato con accordi ribattuti per andare poco alla volta a smorzarsi, giungendo a un pianissimo finale. 
Il secondo brano è forse quello più celebre grazie al suo tema scorrevole e dolce: una serie di scale di terzine veloci e leggere prima discendenti e poi ascendenti cromaticamente. Il tema centrale è invece cupo e incalzante e si contrappone fortemente al primo tema.
Il terzo Impromptu è caratterizzato da un continuo accompagnamento di sestine che esegue la mano destra. Sono presenti due temi centrali, l'uno simile all'altro che col loro carattere forte contrastano con la dolcezza e la melodiosità del primo tema. Il brano, scritto in 4/2 e nella difficile tonalità di Sol bemolle maggiore, venne eseguito, negli anni successivi e fino all'inizio del Novecento col tempo 2/2 e nella tonalità, più facile, di Sol maggiore, evitando così i sei bemolli in chiave, ostici per molti esecutori dilettanti; i concertisti invece, considerando il brano e gli altri Improvvisi come "musica da salotto", ignorarono per molto tempo le composizioni.
Il quarto e ultimo brano inizia con delle veloci quartine di semicrome in La bemolle minore modulanti al Do diesis fino al La bemolle maggiore. Schubert sviluppa allora questo tema fino ad arrivare al secondo tema che è una rielaborazione del materiale musicale precedentemente esposto, calmo e profondo, in cui l'atmosfera pensosa e quasi misteriosa sembra accennare a un Notturno.